# Nickelodeon Kids’ Choice Awards 2015
28. gala Nickelodeon Kids’ Choice Awards odbyła się 28 marca 2015 o godz. 20:00. Prowadzącym galę był Nick Jonas, dawny członek amerykańskiego zespołu pop-rockowego Jonas Brothers. Gala po raz siódmy była transmitowana na kanale Nickelodeon Polska z MTV Polska, a transmisja odbyła się w niedzielę 29 marca 2015 o godz. 20:00.

## Ekipa

### Prowadzący
- Nick Jonas
- Sydney Park z Jack Griffo

### Artyści muzyczni
- Nick Jonas – „Jealous”, „Chains”[4]
- 5 Seconds of Summer – „What I Like About You”[4]
- Iggy Azalea feat. Jennifer Hudson – „Trouble”[4]

### Prezenterzy
| - Jamie Foxx - Emma Stone - Liam Hemsworth - Zendaya - Kevin James - Meghan Trainor - Nick Cannon - Debby Ryan - Quvenzhané Wallis - Echosmith - Fifth Harmony - Kaley Cuoco-Sweeting | - Tia Mowry-Hardrict - Josh Gad - Laura Marano - Ross Lynch - Grant Gustin - Chloe Bennet - Hilary Duff - Bethany Mota - Shawn Mendes - Josh Peck - Skylar Diggins - Mo'ne Davis |

## Nominacje
Nominacje zostały oficjalnie potwierdzone dnia 20 lutego 2015.

### Filmy
| - Niesamowity Spider-Man 2 - Strażnicy Galaktyki - Igrzyska śmierci: Kosogłos. Część 1 (wygrana) - Czarownica - Wojownicze Żółwie Ninja - Transformers: Wiek zagłady - Will Arnett jako Vern Fenwick z filmu Wojownicze Żółwie Ninja oraz Batman z filmu Lego: Przygoda - Steve Carell jako Ben Cooper z filmu Alexander – okropny, straszny, niezbyt dobry, bardzo zły dzień - Jamie Foxx jako Electro / Max Dillon z filmu Niesamowity Spider-Man 2 - Hugh Jackman jako Logan / Wolverine z filmu X-Men: Przeszłość, która nadejdzie - Ben Stiller jako Larry Daley z filmu Noc w muzeum: Tajemnica grobowca (wygrana) - Mark Wahlberg jako Cade Yeager z filmu Transformers: Wiek zagłady - Cameron Diaz jako panna Colleen Hannigan z filmu Annie - Elle Fanning jako Aurora z filmu Czarownica - Megan Fox jako April O’Neil z filmu Wojownicze Żółwie Ninja - Jennifer Garner jako Kelly Cooper z filmu Alexander – okropny, straszny, niezbyt dobry, bardzo zły dzień - Angelina Jolie jako Maleficent z filmu Czarownica - Emma Stone jako Gwen Stacy z filmu Niesamowity Spider-Man 2 (wygrana) - Chris Evans jako Steve Rogers / Kapitan Ameryka z filmu Kapitan Ameryka: Zimowy żołnierz - Andrew Garfield jako Spider-Man / Peter Parker z filmu Niesamowity Spider-Man 2 - Liam Hemsworth jako Gale Hawthorne z filmu Igrzyska śmierci: Kosogłos. Część 1 (wygrana) - Hugh Jackman jako Logan / Wolverine z filmu X-Men: Przeszłość, która nadejdzie - Chris Pratt jako Peter Quill / Star-Lord z filmu Strażnicy Galaktyki - Channing Tatum jako Caine Wise z filmu Jupiter: Intronizacja | - Halle Berry jako Ororo Munroe / Storm z filmu X-Men: Przeszłość, która nadejdzie - Scarlett Johansson jako Natasha Romanoff / Czarna Wdowa z filmu Kapitan Ameryka: Zimowy żołnierz - Jennifer Lawrence jako Raven Darkhölme / Mystique z filmu X-Men: Przeszłość, która nadejdzie oraz Katniss Everdeen z filmu Igrzyska śmierci: Kosogłos. Część 1 (wygrana) - Evangeline Lilly jako Tauriel z filmu Hobbit: Bitwa Pięciu Armii - Ellen Page jako Kitty Pride z filmu X-Men: Przeszłość, która nadejdzie - Zoe Saldaña jako Gamora z filmu Strażnicy Galaktyki - Wielka szóstka (wygrana) - Jak wytresować smoka 2 - Lego: Przygoda - Pingwiny z Madagaskaru - Rio 2 - SpongeBob: Na suchym lądzie - Cameron Diaz jako panna Colleen Hannigan z filmu Annie - Jamie Foxx jako Electro / Max Dillon z filmu Niesamowity Spider-Man 2 - Angelina Jolie jako Maleficent z filmu Czarownica (wygrana) - Lee Pace jako Ronan Oskarżyciel z filmu Strażnicy Galaktyki - Meryl Streep jako Wiedźma z filmu Tajemnice lasu - Donald Sutherland jako prezydent Coriolanus Snow z filmu Igrzyska śmierci: Kosogłos. Część 1 |

### Telewizja
| - Austin i Ally (wygrana) - Blog na cztery łapy - Czarownica Emma - Niebezpieczny Henryk - Jessie - Nicky, Ricky, Dicky i Dawn - Agenci T.A.R.C.Z.Y. - Teoria wielkiego podrywu - Flash - Gotham - Współczesna rodzina (wygrana) - Dawno, dawno temu - Jack Griffo jako Max Thunderman z serialu Grzmotomocni - Grant Gustin jako Barry Allen / Flash z serialu Flash - Benjamin Flores Jr. jako Louie Preston z serialu Nawiedzeni - Ross Lynch jako Austin Moon z serialu Austin i Ally (wygrana) - Charlie McDermott jako Axl Redford Heck z serialu Pępek świata - Jim Parsons jako Sheldon Cooper z serialu Teoria wielkiego podrywu - Chloe Bennet jako Daisy „Skye” Johnson z serialu Agenci T.A.R.C.Z.Y. - Kira Kosarin jako Phoebe Thunderman z serialu Grzmotomocni - Laura Marano jako Ally Dawson z serialu Austin i Ally (wygrana) - Jennifer Morrison jako Emma Swan z serialu Dawno, dawno temu - Debby Ryan jako Jessie Prescott z serialu Jessie - Kaley Cuoco jako Penny z serialu Teoria wielkiego podrywu | - American Ninja Warrior - Cupcake Wars - Dance Moms (wygrana) - MasterChef Junior - Shark Tank - Wipeout - Pora na przygodę! - Wróżkowie chrzestni - Fineasz i Ferb - SpongeBob Kanciastoporty (wygrana) - Wojownicze Żółwie Ninja - Młodzi Tytani: Akcja! - America’s Got Talent - America’s Next Top Model - American Idol - Dancing With The Stars - So You Think You Can Dance - The Voice (wygrana) |

### Muzyka
| - Coldplay - Fall Out Boy - Imagine Dragons - Maroon 5 - One Direction (wygrana) - OneRepublic - Nick Jonas (wygrana) - Bruno Mars - Blake Shelton - Sam Smith - Justin Timberlake - Pharrell Williams - Beyoncé - Ariana Grande - Selena Gomez (wygrana) - Nicki Minaj - Katy Perry - Taylor Swift | - „All About That Bass” – Meghan Trainor - „Bang Bang” – Jessie J, Ariana Grande i Nicki Minaj (wygrana) - „Dark Horse” – Katy Perry - „Fancy” – Iggy Azalea ft. Charli XCX - „Problem” – Ariana Grande ft. Iggy Azalea - „Shake It Off” – Taylor Swift - 5 Seconds of Summer - Echosmith - Fifth Harmony (wygrana) - Iggy Azalea - Jessie J - Meghan Trainor |

### Pozostałe kategorie
| - Dziennik cwaniaczka (wygrana) - Niezgodna - Gwiazd naszych wina - Olimpijscy herosi - Więzień labiryntu - Percy Jackson i bogowie olimpijscy | - Angry Birds Transformers - Candy Crush Saga - Disney Infinity 2.0 - Mario Kart 8 - Minecraft (wygrana) - Skylanders: Trap Team |